# Zentralverband der Ärzte für Naturheilverfahren und Regulationsmedizin
Der Zentralverband der Ärzte für Naturheilverfahren und Regulationsmedizin (ZAEN) ist eine ärztliche Vereinigung mit Sitz und Geschäftsstelle in Freudenstadt mit dem Ziel der Verbreitung und des Erhalts naturheilkundlicher und komplementärmedizinischer Verfahren. Er richtet themenbezogene Tagungen, Kongresse und Weiterbildungen, u. a. zu den Themen Akupunktur, Ernährungsmedizin, Fastentherapie ganzheitliche Zahnheilkunde, Homöopathie, Neuraltherapie, Osteopathie und Phytotherapie. Zudem richtet der ZAEN eine Weiterbildung für den Erwerb der ärztlichen Zusatzbezeichnung Naturheilverfahren aus. Der Verein hat nach eigenen Angaben etwa 1000 Mitglieder. 

## Geschichte
Der Verein wurde 1951 in Stuttgart als „Zentralverband der Ärzte für Naturheilverfahren“ (ursprünglich mit dem Kürzel ZÄN) begründet. Er entstand aus einer Vereinigung vom Kneipp-Bund (Vorsitz: Hans Kusche) und Priesnitz-Verein (Vorsitz: Alfred Brauchle und Walter Groh). Erster Vorsitzender wurde Brauchle aus Schönau, Zweiter Kusche aus Murnau. Zudem erfolgte die spätere Aufnahme diverser kleinerer (zahn-)ärztlicher Gesellschaften, z. B. die „Gesellschaft für Akupunktur“, die „Gesellschaft für Elektroakupunktur“, die „Arbeitsgemeinschaft für Gesundheitsvorsorge und Frühheilbehandlung“ (Wolfgang von Nathusius), die „Internationale Gesellschaft für Neuraltherapie“ (Vorsitz: Ferdinand Huneke), das Psychotherapie-Seminar unter Leitung von Wittgenstein und die „Medizinisch-biologische Arbeitsgemeinschaft deutscher Zahnärzte“. In der Zeit der Gründung bestand zudem noch der von Prof. Saller geleitete „Bundesverband der Ärzte für Naturheilverfahren“. Es kam zu Kooperationen mit Zusammenschlüssen von Ärzten, die sich auf dem Gebiet der Manuellen Medizin betätigten, insbesondere der FAC (später: Deutsche Gesellschaft für Manuelle Medizin (DGMM)). Ab den 1960er Jahren gab der ZAEN die Zeitschrift Physikalisch-diätetische Therapie heraus. 2001 kam es zur Umbenennung in den heutigen Namen.